# ゴツカ・サンド島
ゴツカ・サンド島（典: Gotska Sandön）は、バルト海の中央部、スウェーデンのゴットランド県に属する島である。名前は文字通り「ゴットランドの砂の島」を意味する。ゴットランド島のすぐ北側に位置する属島フォーレ島（Fårö）から38km北に位置する孤島である。最終氷期に遡るモレーンによって形成された、ゴットランド島までつながる長い砂礁が海面に表れた部分からなる。島の海岸は砂浜と砂丘によって占められており、内陸部には広大な松林が広がる。松林にはところどころ固定砂丘が点在し、島では珍しい高台を形成する。最高地点は海抜42m。
比較的乾燥した気候と砂の土壌のため、わずかに湿度を保っている窪地部分を除いて植物相の発達は非常に乏しい。動物相についても同様であるが、特に甲虫類をはじめとする貴重な昆虫種が多くいるほか、沿岸部には純粋な陸生動物に比べて容易に海を渡ることのできる海鳥やハイイロアザラシなどが生息しており、鳥類や海洋哺乳類を目的に訪れる訪問者からは高く評価されている。
島に到達した最初の人類は新石器時代に現れるが、彼らはアザラシ猟の時期だけ訪れていた。最初に人が定住するのは中世であり、アザラシ猟や漁業、牧羊などを生業とする人々であった。その後、島はフォーレ島民によって再び開拓される。1783年から1853年にかけて島は次々と多くの所有者の手に渡ったが、利益を上げることに成功した者はいなかった。最終的にスウェーデン政府が島を買収して灯台と灯台守を置き、この灯台守が定住者の大部分を占めることとなる。並行して林が何度かにわたって開拓されるとともに、アザラシの繁殖と狩猟が20世紀半ばまで主要な産業となっていた。1909年には島の一部が国定公園として保護され、さらに1963年には全域が指定された。灯台の自動化に伴って、島民は国定公園の従業者だけになった。同時に観光業は成長しており、島は夏場の人気の観光地として毎年4,000人を超える人々が訪れている。観光客は島にある多くのビーチでくつろいだり、自然・文化的景勝を見るためにやってくる。

## 地理

### 位置と地勢
ゴツカ・サンド島はバルト海で最も孤立した島と言われており、最も近い陸地は南に38km離れたフォーレ島と北西に85km離れたランドソート（Landsort）島である。行政上はスウェーデン・ゴットランド県（2つの県が合併して成立）のゴットランドコミューンに属している。
島の面積は約36km2、外周は約9kmである。ゴットランド島東岸のクリンツ礁と、ゴツカ・サンド島の北西20kmにあるコッパシュテーナナ礁との間の120kmにわたる砂礁の一部が海面上に表れたものである。フォレー島とゴツカ・サンド島の間に連なる部分はサルヴォレフ礁（Salvorev）と呼ばれ、海底から70mの高さに達する。

「ゴットランドの砂の島」という名前の示す通り、島はもっぱら砂からなり、地上は砂丘が占めている。沿岸は、ハムヌッデン岬、ランド丘、ラス・パルマスの入り江を除いて、標高10～17mの流動砂丘が取り巻いている。しかし最大の砂丘は内陸部、シプカパッセト峠（Schipkapasset）のすぐ東側に位置するオーセン砂丘（Höga åsen）であり、海抜42mで島の最高地点となっている。他の比較的大規模な砂丘としては、南東部のスリングディネン砂丘（Slyngdynen）がある。

ゴツカ・サンド島の地図

### 地理
ゴットランド地方は、オルドビス紀に遡る石灰岩を基盤としているが、ゴツカ・サンド島およびサルヴォレフ礁・コッパシュテーナナ礁(Kopparstenarna)は、最終氷期に主にエスカーとモレーンの形で堆積した流送土砂から形成されている。砂礁は以前は巨大なエスカーと考えられてきたが、1980年代のスウェーデン地質調査の詳細な分析によって、どちらかと言えばモレーンに近いということが判明した。このモレーンはおそらく、2つの窪地の間に位置するという砂礁の海底地形の影響によって形成されたものである。すなわち、2つの異なる氷河の分離帯であったと考えられるのである。スカンディナヴィア氷床の後退期に、氷河が現在の島の高さにデルタを形成し、大量の砂が堆積した可能性が高い。この砂礁は今日まで続いている、バルト海における2つの年代に渡るプロセスの中で形成されたものである。最終氷期の終わりには、現在の島はほぼバルト氷河期湖の水面下にあった。後氷期地殻隆起と水面の変化に伴って、後にバルト海となるリットリナ海面上に、6000年前～5000年前ごろ島が出現し始めた。
砂丘は島の大半を覆っているが、海から運ばれた小石も沿岸部およびブルイェン（Burgen）と呼ばれる西岸・北東岸付近の一帯に数多く見られる。この付近に集中するのは、平坦な島において風の力が運んだものである。さらには、島は迷子石もあり、そのいくつかには名前もついている。「象（Elefanten）」「尖り石（Vassestenen）」「小作人の小屋 （Torparestugan）」などである。現在も、これらの要素は島の景観をすこしずつ変化させている。南東部のハムヌッデン（Hamnudden）など特定の地域では波が浸食しており、また北部のブリェドサンド（Bredsand）など別の地域では潮流によって砂が堆積している。島は広い砂浜で知られているが、こうした理由で、島の南岸には小さな海食崖が見られる。加えて、砂丘も風によって絶えず生成消滅を繰り返している。ただし、島の中心部にある砂丘のほとんどは、植生によって起伏が固定された化石砂丘である。したがって風の影響を受けるのは主に海岸砂丘で、年に6mの速さで移動している。砂丘の発展の分かりやすい例はアルナグロップ（Arnagrop）にあるデーダ・スコイェン（Döda skogen;「死んだ林」）で、移動してきた砂丘が森を覆ってしまい、完全に飲み込まんとしている。砂丘はその後も移動を続け、枯れた木々は再び姿を現すことになる。

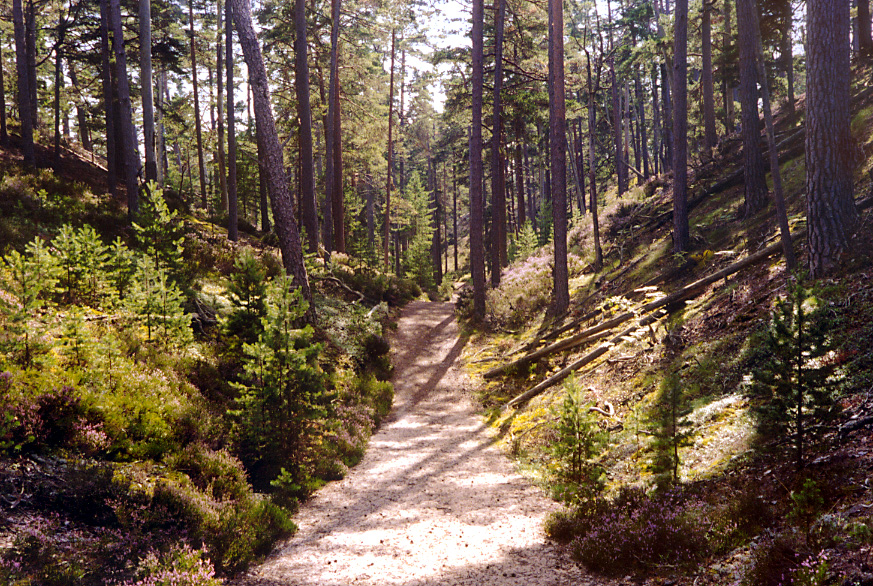
オーセン砂丘を横切るシプカパッセト峠の小径
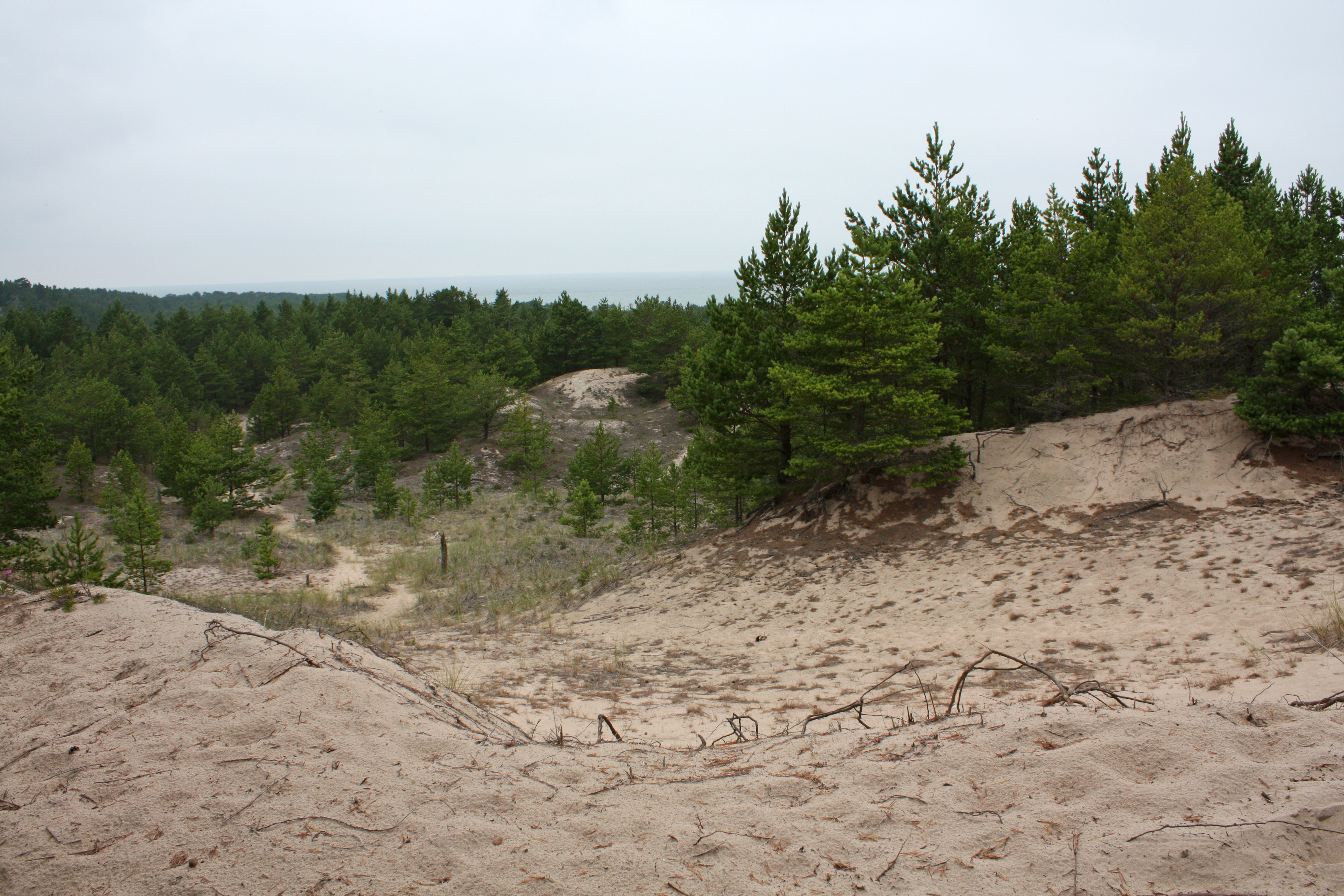
アルナグロップ付近の砂丘
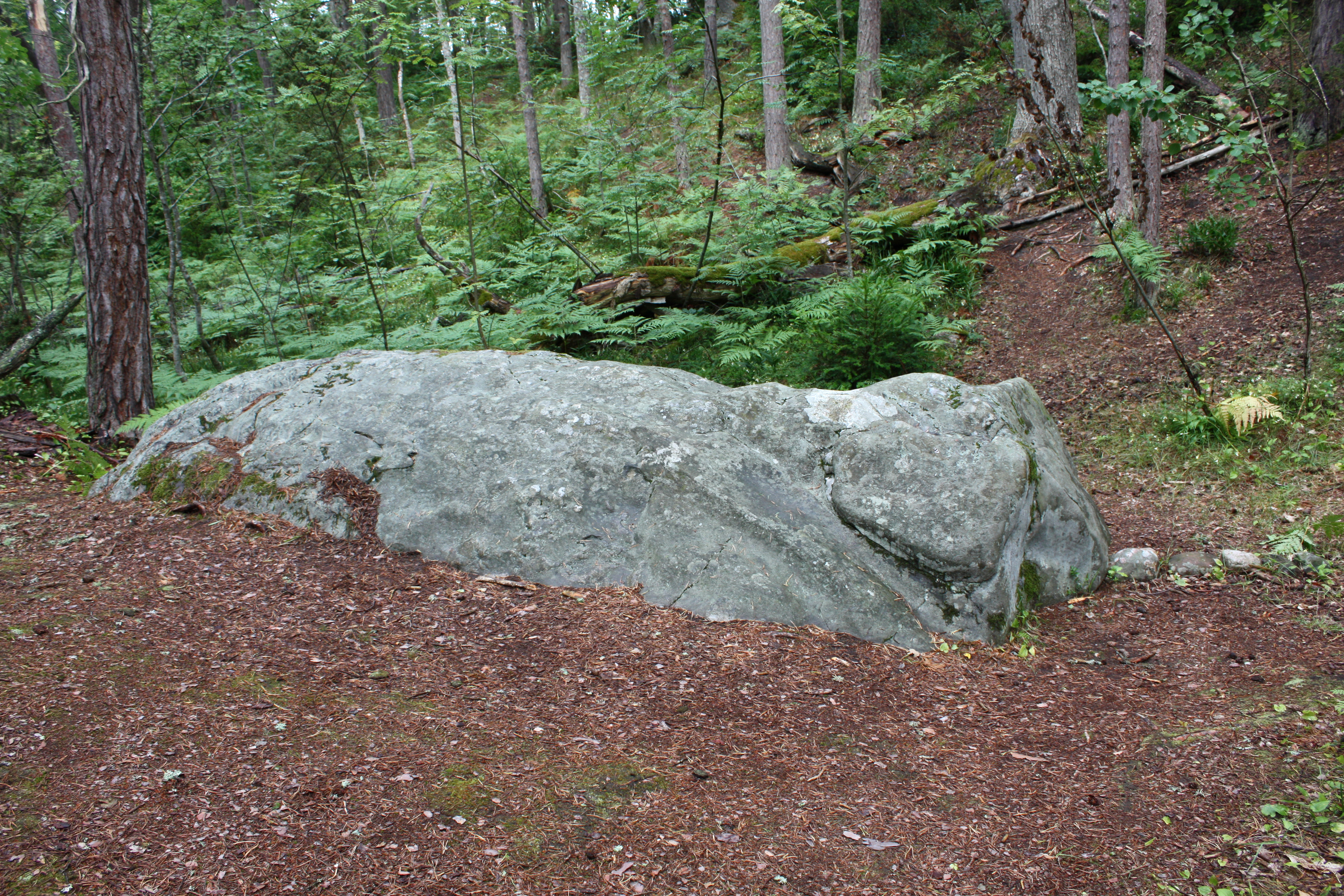
迷子石「象」（Elefanten）

### 気候
ゴツカ・サンド島の気候は湿潤大陸性気候に分類される（ケッペンの気候区分ではDfb）。しかし、バルト海が島の気候に決定的な影響を及ぼしており、本土に比べて気温差は少ない。冬は比較的温暖で沿岸が氷に閉ざされることはほとんどない。降水量は極めて少なく、夏にはほぼ常態的に吹き付ける風と相まって著しく乾燥する。風はもっぱら北東向きで、これが砂丘の運動に影響を与えている。
| ゴツカ・サンド島の気候 | ゴツカ・サンド島の気候 | ゴツカ・サンド島の気候 | ゴツカ・サンド島の気候 | ゴツカ・サンド島の気候 | ゴツカ・サンド島の気候 | ゴツカ・サンド島の気候 | ゴツカ・サンド島の気候 | ゴツカ・サンド島の気候 | ゴツカ・サンド島の気候 | ゴツカ・サンド島の気候 | ゴツカ・サンド島の気候 | ゴツカ・サンド島の気候 | ゴツカ・サンド島の気候 |
| 月                     | 1月                    | 2月                    | 3月                    | 4月                    | 5月                    | 6月                    | 7月                    | 8月                    | 9月                    | 10月                   | 11月                   | 12月                   | 年                     |
| ---------------------- | ---------------------- | ---------------------- | ---------------------- | ---------------------- | ---------------------- | ---------------------- | ---------------------- | ---------------------- | ---------------------- | ---------------------- | ---------------------- | ---------------------- | ---------------------- |
| 平均最高気温 °F （°C） | 34.9 (1.6)             | 33.8 (1.0)             | 37.9 (3.3)             | 46 (7.8)               | 55.8 (13.2)            | 64 (17.8)              | 71.1 (21.7)            | 70.3 (21.3)            | 61.9 (16.6)            | 51.1 (10.6)            | 43.9 (6.6)             | 38.3 (3.5)             | 50.75 (10.42)          |
| 日平均気温 °F （°C）   | 32 (0)                 | 36 (2)                 | 39 (4)                 | 43 (6)                 | 46 (8)                 | 50 (10)                | 52 (11)                | 48 (9)                 | 45 (7)                 | 41 (5)                 | 37 (3)                 | 34 (1)                 | 41.9 (5.5)             |
| 平均最低気温 °F （°C） | 29.7 (−1.3)            | 28 (−2)                | 29.7 (−1.3)            | 34.7 (1.5)             | 43 (6)                 | 51.1 (10.6)            | 58.8 (14.9)            | 58.5 (14.7)            | 52.2 (11.2)            | 44.1 (6.7)             | 38.1 (3.4)             | 32.9 (0.5)             | 41.73 (5.41)           |
| 雨量 inch （mm）       | 1.843 (46.8)           | 1.228 (31.2)           | 1.154 (29.3)           | 1.276 (32.4)           | 1.043 (26.5)           | 1.154 (29.3)           | 2.185 (55.5)           | 2.17 (55)              | 2.217 (56.3)           | 2.039 (51.8)           | 2.634 (66.9)           | 2.154 (54.7)           | 21.097 (535.7)         |
| 出典：Wether Atlas     |                        |                        |                        |                        |                        |                        |                        |                        |                        |                        |                        |                        |                        |

## 自然環境
ゴツカ・サンド島は、世界自然保護基金（WWF）によれば、サルマチア混合林の陸域エコリージョンに属しているが、その特殊な地勢のため植物相・動物相は独特である。島には合計で400種類の維管束植物があり、そのおよそ半分が人間の影響で持ち込まれたものである。さらに250種類の地衣類と何百種もの命名されていない甲虫類が分布する。こうした生物の多くは国内では希少種であり、スウェーデンでは120種が絶滅危惧種に指定されており、また島が国内で唯一のビオトープとして知られている種も存在する。さらには国際的にみても稀少な種がいるほか、島の固有種も存在する。

### 針葉樹林

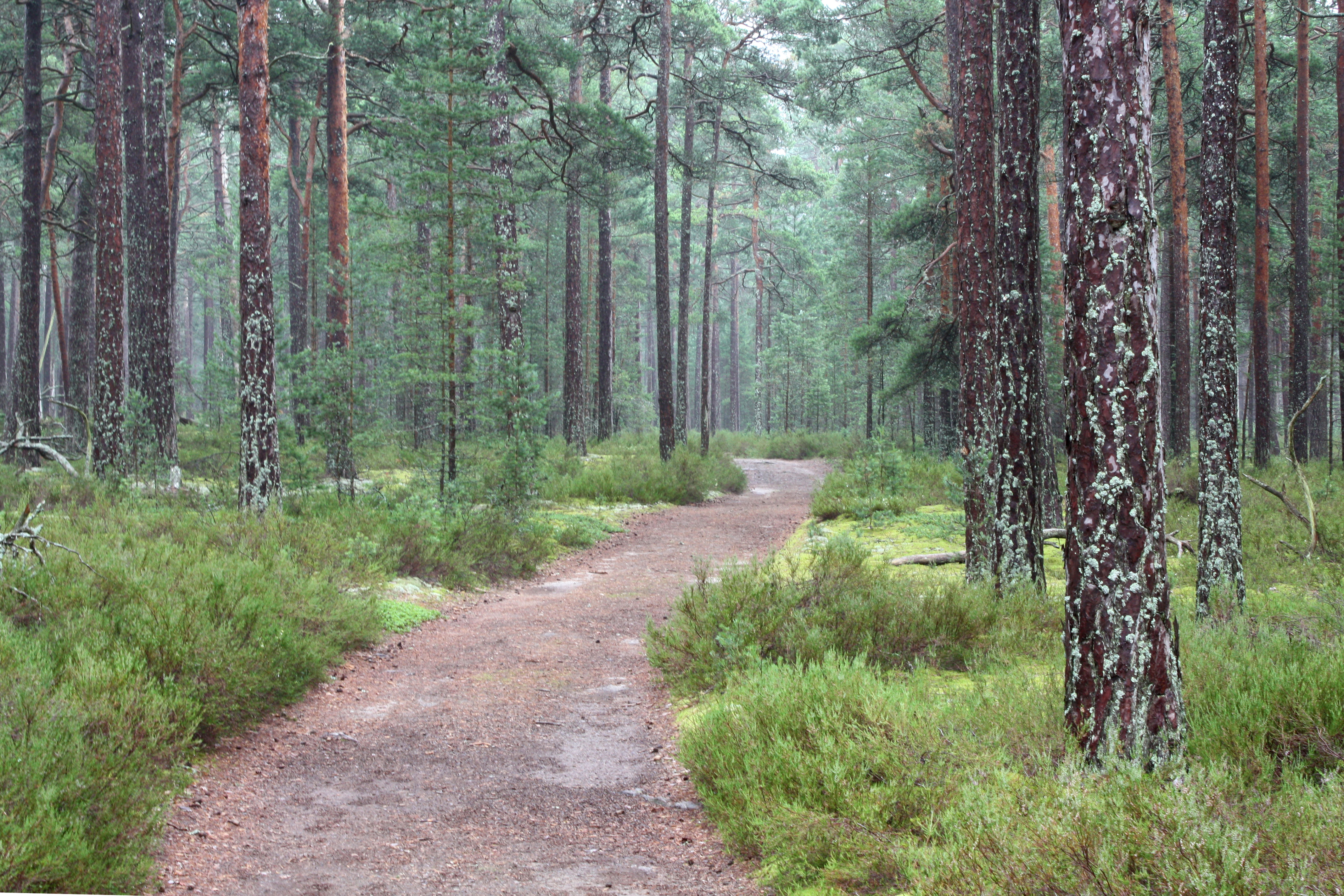
松の針葉樹林

針葉樹林、中でも特にヨーロッパアカマツの林は、島の36ヘクタールのうち30km2を占める中心的な生態系を構築している。国立公園としての保護のため、森の一部は今では天然林となっている。ヘーガ砂丘の周辺にある森は原生林であり、当然島で最も目を引く木々はこの付近にある。他の場所では森はおよそ均質的で、同じ年代の樹木が並ぶが、そこでも生物多様性に重要な枯死木の存在が目立つ。表層水や養分の不足のため森は比較的地味が乏しく、木々の密度はおおむね疎らで、地上の植生も限られているか、あるいは単一の地衣類に支配されている。一般的に下生えは、主にイワダレゴケやカモジゴケ、タチハイゴケといった苔類、ハナゴケ属の地衣類とコケモモ、クマコケモモ、ギョリュウモドキなどから形成される。稀少な植物としては、オオウメガサソウが挙げられる。

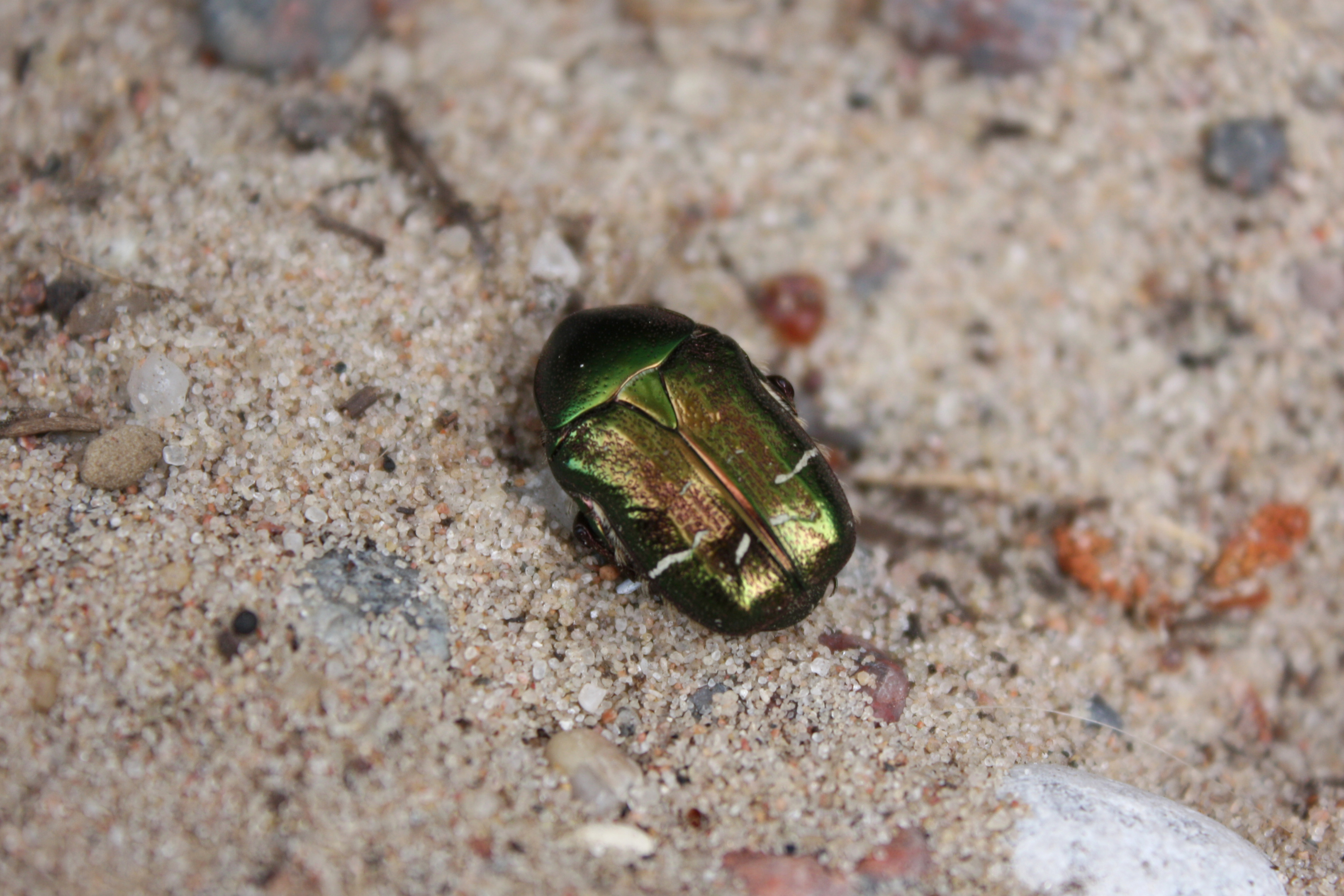
島のキンイロハナムグリ

島の孤立性のために、哺乳類はほとんどいない。野ウサギは18世紀から19世紀に持ち込まれたもので、アカギツネはおそらく結氷した海上を渡ってきたと考えられる。コウモリも島には何種かいる。鳥に関しては、島の針葉樹林に巣を設けるものは意外に稀で、ほとんどは春から初夏にかけてと秋の渡りの際に通過点として使う。ハシブトイスカがゴツカ・サンド島の森に特徴的にみられる種の1つであるが、ハイイロヒタキやヒガラ、ズアオアトリもよく目にする。猛禽類もチゴハヤブサやオオタカ、ハイタカなど数種が存在するが、彼らが通常捕食する齧歯類がいないためその頭数は限られている。
島内の針葉樹林における動物相の豊かさは、主として昆虫種の多様性、中でも特に甲虫類の種類の多さに代表される。最もよく見られる種はEragates faber（カミキリムシの一種。和名未詳）、キンイロハナムグリ、Monochamus galloprovincialis（カミキリムシの一種）やイッカククワガタなどである。これらの種の多くは希少種であり、島で見つかった甲虫類のうち7種は、北欧諸国内の他の場所では発見されていない。こうした種が分布しているのは、温暖だった時代（紀元前5000年～紀元前500年ごろ）の名残と考えられているが、天然林でしばしば火災が起こることや、南スウェーデンの森林が林業の影響を強く受けてきたことも、この現象と筋が通っている。島の甲虫の大半は天然の松林と関係があり、特に豊かな枯死木の恩恵を被っている。

### 砂丘と沿岸部

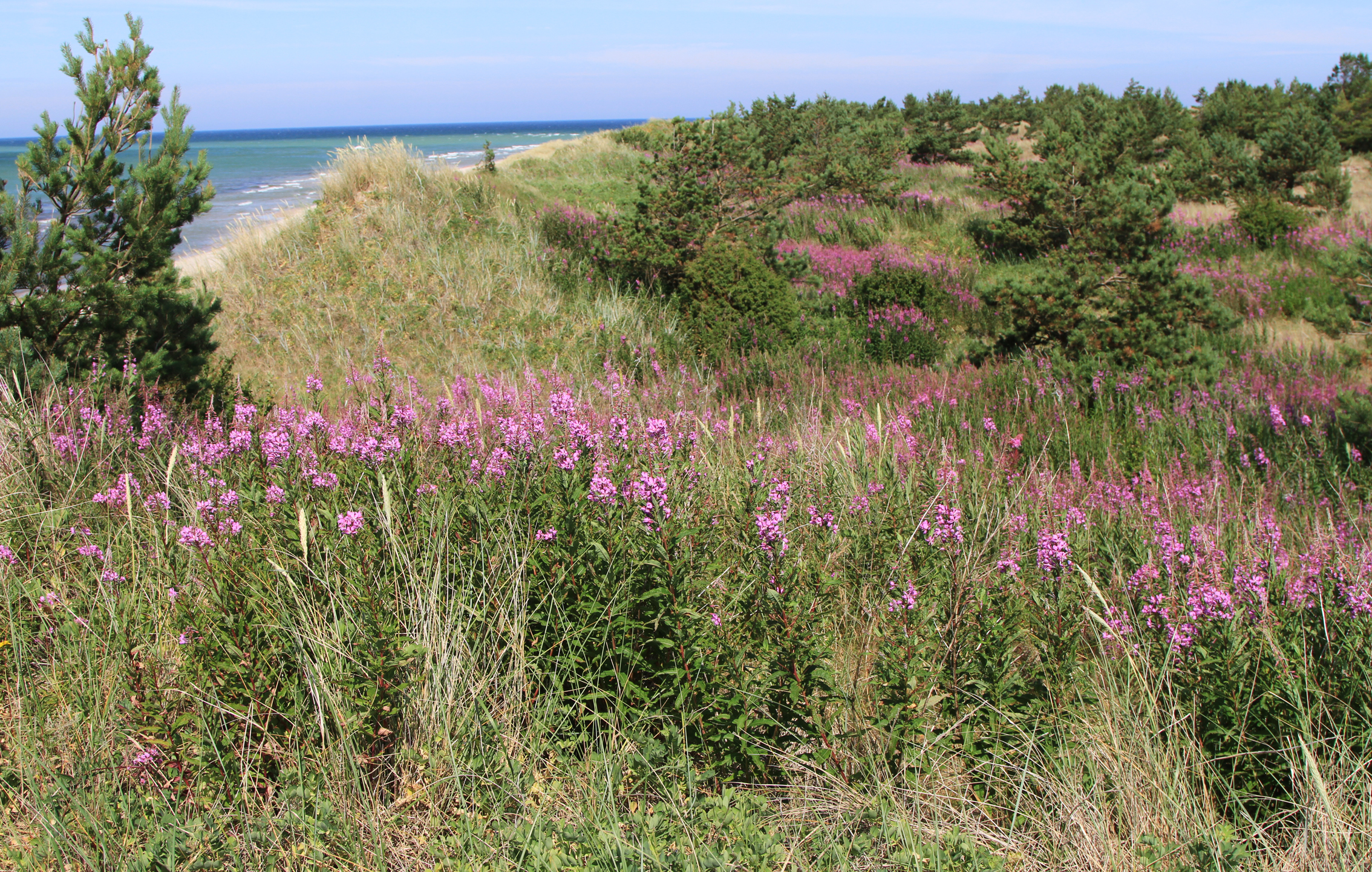
ブリェドサンドスッデの沿岸植生

海岸線に近づくにつれて樹木はまばらになり、浜と森の間に植生のグラデーションが見られる。海にもっとも近い場所には白い砂丘が広がり、これらは植生の被覆が少なく流動的である。移動する砂丘はほとんどの植物種にとっては有害であるが、一方で海への近さによって、藻類の分解などを通じて養分ももたらされる。ビーチグラスが特徴的な種であり、この環境に完全に適応している。砂に覆われると生長が促進されるため、常に砂丘よりも高い位置にいることができるのである。ビーチグラスの地表下の部分は、このため、数メートルの長さに達することもある。こうしたビーチグラスの多くは20世紀に海岸の砂丘を安定化させるために入植されたものであるが、元々島には生息していた種であった。白い砂丘におけるビーチグラス以外の特徴的な植物としては、ライムグラス、ハマエンドウ、カレックス・アレナリア（スゲの一種）、国内の他地域では20世紀に劇的に減少したエリンギウム・マルティマム（ヒゴタイサイコ属の一種）などがある。海のもっとも近くに生息する種は、ハマハコベやノハラヒジキ、カキレ・マリティマ、ホソバハマアカザなどの塩分に耐性のあるものである。

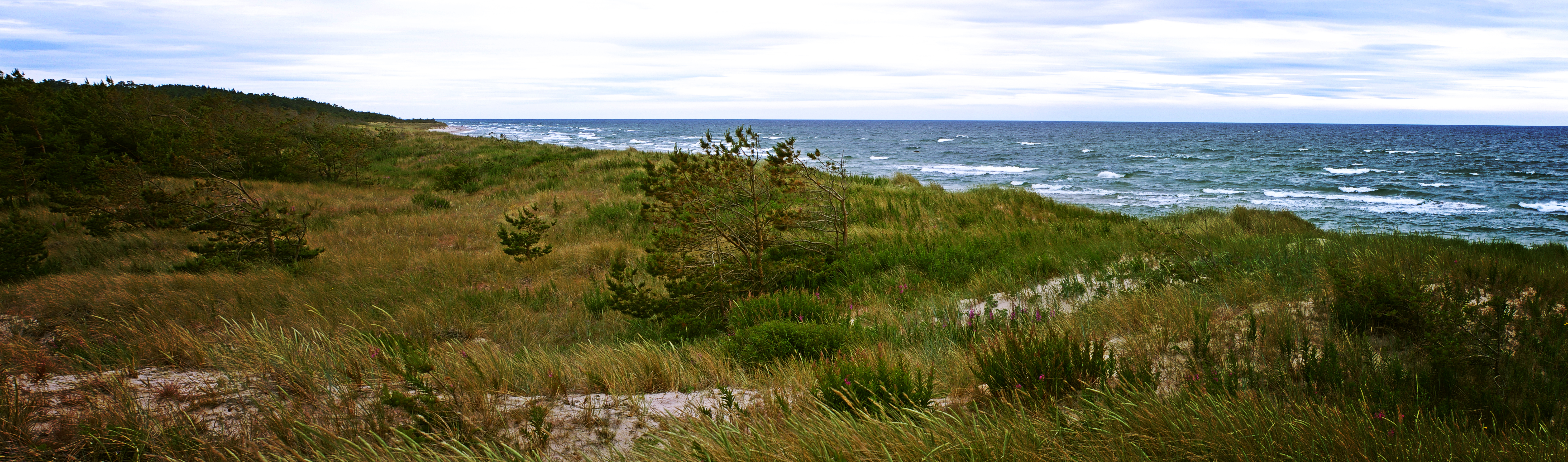
島の西岸の植生

海から離れるにつれて、砂丘は植物の被覆のために白色から灰色を呈するようになる。こうした砂丘は養分が少ないが、草木に固定されているため比較的安定している。そこかしこにビーチグラスやカレックス・アレナリアが生えており、またコリネフォラス・カネッセンス（イネ科）や苔、地衣類（ハナゴケ）も見ることができる。砂丘の窪地には局地的に湿気が溜まりやすく、比較的豊かな植生を育くんでいる。例えばセイヨウユキワリソウ、Dactylorhiza fuchsii（ハクサンチドリ属）、Epipactis atrorubens（カキラン属）、Epipactis palustris（カキラン属）などである。ブリェドサンドスッデ（Bredsandsudde）の南西部のドゥンシェーレト（Dynkärret）は砂丘の中でも草花に富む湿地の1つである。西部と北東部には、灰色の砂丘と森に挟まれてブルイェンという地域があり、地表が小石に覆われている。植生は極めて貧相でほとんど地衣類しか見られないが、クマコケモモやオウシュウマンネングサ、ヨウシュイブキジャコウソウ、エゾノチチコグサなども見られる。
過去10年間に、沿岸部のほうまで松林が広がり始めたが、これは砂丘の固定化によって、松の生育を妨げる堆砂が減少したためであると考えられる。
ゴツカ・サンド島を代表する動物の1つはハイイロアザラシで、特にセールッデン（Säludden; 文字通り「アザラシの浜」の意）でよく見られる。バルト海のハイイロアザラシは大西洋の生息地からは孤立しており、20世紀初頭には10万頭いたものが、乱獲と汚染のために1975年には3,600頭にまで激減した。こうした理由で島のアザラシは禁猟化されている。スウェーデンの沿岸部では再び生息数が増加しつつあるが、かつての水準には遠く及ばない。島で観察することはできるが、生息数は比較的少なく繁殖数は限られている。
アザラシに加えて沿岸部には海鳥も多くみられ、ニシセグロカモメやカモメ、ミヤコドリ、ハジロコチドリ、タゲリ、そしてやや稀少だがホンケワタガモなどの繁殖地となっている。ブリェドサンドスッデはとりわけ鳥類が多い。
さらに、樹林と同様に沿岸部の昆虫も多様かつ独特である。この区域に特徴的な種には、砂に地下穴を掘って幼虫を育てるサトジガバチや種々の有剣類（ハナバチやミツバチ）、彼らを閉じ込める蟻塚、砂で日中を過ごし夜に獲物をとる甲虫類などがある。

### 平原・広葉樹林

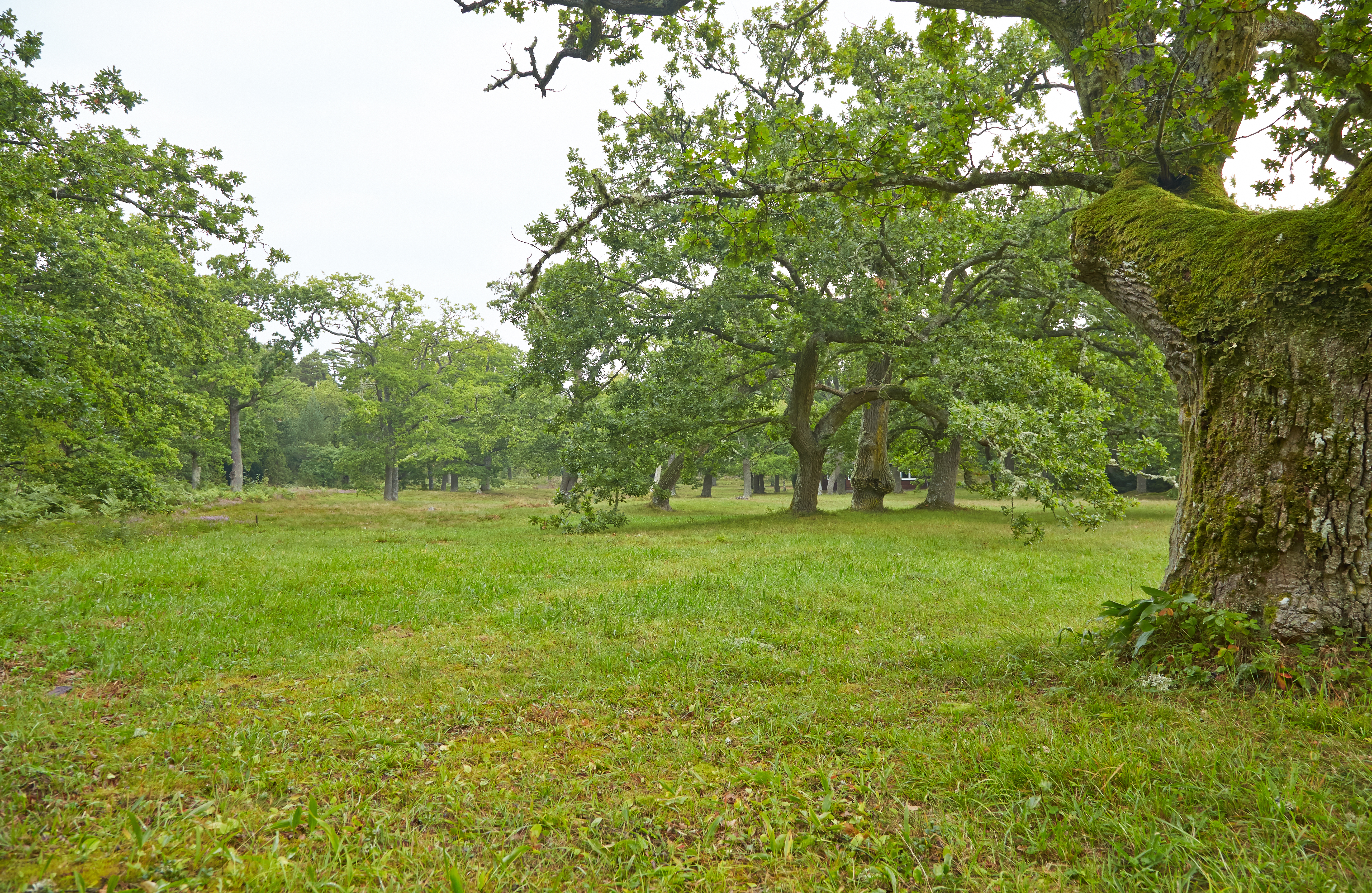
オークが植わった教会の広場（カペレーンヘット）

島には約20の広葉樹林があり、うち最も重要なのはストラ・イデモレン（Stora Idemoren）である。morはフォーレ島の方言で広葉樹林を意味する。こうした樹林は水の供給の良い窪地によって育まれている。主な生物はヤマナラシ、セイヨウハシバミ、ヨーロッパナラ、セイヨウナナカマド、ヨーロッパダケカンバなどである。ヨーロッパイチイは特にイデモレンによく見られる。これらの木々はおそらく過去にはもっと生えていたが、開拓によって数や分布地が減少した。地面の植生は針葉樹林のそれよりも遥かに豊かで、とりわけミスミソウ、イブキヌカボ、Melampyrum sylvaticum（ママコナ属）、リンネソウ、あるいはラン科の植物（プラタンテラ・クロランタやエゾサカネランなど）が叢生する。
これらの広葉樹林地帯はかつては牧草地として使われており、そのいくつかは今でも現存し毎年草刈りが行われている。ガムラ・ゴーデン付近のカーペレンゲト（Kapellänget）をはじめ、ハムヌッデン近くにはより乾燥した場所も数か所ある。こうした牧草地は一般に広葉樹がまばらに生え植物相は豊かで、Pulsatilla pratensis（オキナグサ属）、カラフトヒヨクソウ、セイヨウオトギリ、シャグマハギ、Medicago falcata（ウマゴヤシ属）などが分布し、やや稀少な種としてOxytropis pilosa（オヤマノエンドウ属）などもある。
こうした森林や牧草地は多くの鳥たち、特にスズメの仲間の格好の営巣地である。また、この一帯は蝶も豊かである。

## 歴史

### 先史時代～中世
最も早い人類の足跡は新石器時代に遡る。これはすなわち、島ができた直後からすぐに人が往来していたということである。当時は主にアザラシ漁を目的とした季節的移住であった。この状況は人跡の絶える鉄器時代末まで続いたと考えられる。ただし、移動する砂丘の下に史跡が隠されている可能性もある。なおも人が訪れていた証拠として、ヘーガランドには青銅器時代の大規模なケアンの墓標なども遺っている。
中世になると一転して定住化が進んだことが建物の基礎や墓石などの遺構から分かる。島にはセールデンとヴァルヴスブクテンに2つの集落があった。1361年以降、島はデーン人の治下に入り、開拓はフォーレ島の住民に委ねられた。彼らは島をアザラシ猟や漁撈、牧羊に利用していた。1645年、島はブレムセブルー条約によってゴットランド島とともにスウェーデン領となったが、スウェーデン王国はフォーレ島民にゴツカ・サンド島の利用権を認めた。この時期、島には約200頭の牧羊がおり、住民は放牧地の改良のために森を定期的に焼き、ヘザー（ギョリュウモドキ）の生育を促した。
1758年、スウェーデンはゴツカ・サンド島を牧羊に使おうとしたヴィスビューの商人ヨハン・リスベリ＝ラーソンに売却した。この取引はそれまで島を利用してきたフォーレ島民とヨハン、国の間に対立をもたらした。フォーレ島民が貸借料の支払いを得ることで裁判は決着をみたが、1781年に彼らが撤退すると、王は1772年に行われた島の精密な測量の費用を支払うように主張した。1783年、ゴットランド県が20年間の島の貸借を行い、ストックホルムの実業家マグヌス・ベネディクトゥスが権利を勝ち取った。これをもってゴツカ・サンド島の私有化の時代が始まる。

### 1783年～現在
1783年以降、島は私益を求めて開発されるようになった。最初は賃貸借の形で始まり、1806年には私有財産として行われた。島の中心は当時、1784年に建設されたガムラ・ゴーデン（Gamla gården; 「古い集落」）集落で、のちにニービゲット（Nybygget; 「新設地」）と呼ばれるようになった。集落には小さな農場があったが、牧畜と森林開拓が主要な活動であった。開拓に関しては、風力で動かすノコギリが2台作られ、木材の一部は集落付近への造船所の建設に供された。当時の人口は島全体で100人に上ったと推定される。
島の開発を試みた私有資本はすべて破産し、その最後となった1857年の後、スウェーデン政府が島を1859年と1861年の2度にわたって購入し、ブリェドサンドスッデ付近に灯台を建設した。灯台近くの集落は島の新たな中心となり、今日に至っている。1883年、2つ目の灯台がテルヌッデンに築かれ、1913年まで稼働していた。ブリェドサンドスッデ灯台の操作には5人、テルヌッデン灯台には2人が携わっており、彼らとその家族が島の定住者となった。ただし季節によっては他の経済活動も行われており、特に森林開発は1890年代と1920年代に盛んに行なわれた。開発を進めるにあたり、短い鉄道が1894年に建設され、1922～24年には10kmに延伸された。森林の開発、さらに家畜の放牧による草地の減少は、砂丘の流動化をもたらし、集落を砂に埋まる危機に脅かした。住民はビーチグラスを植えたり障害物を立てるなどしてこの事態に対抗した。
戦間期になると、島はバルト海の真ん中にあるという地政的条件から軍事関係にも用いられた。第二次世界大戦中には、特にバルト三国から逃れてきた1000人を超える難民が島に上陸している。
ゴツカ・サンド島は1909年に国立公園に指定され、同時に指定された8か所とともに、スウェーデンおよびヨーロッパにおける最初の国立公園となった。公園の範囲が1910年に定められ、西側のわずか3.7km2の小さな区域のみが指定区域となった。作家・画家のアルバート・エングストームは20世紀前半に島を世に知らしめ、島の全域保護のために尽力し、特に1923年にはスウェーデン自然保護協会に対してこの企画に取り組むよう働きかけるなどしている。その主たる目標は、当時進行していた森林開発から島を保護することであった。
国立公園を島の全域に拡張するというエングストームの願いが叶ったのはようやく1963年になってからであった。同年にはブリェドサンドスッデにあった学校が閉校となり、わずかに残っていた島民は本拠地ゴットランドの家へ返されることとなった。その後1969～70年にかけて灯台が自動化され、国立公園で働く3人のみが残されることとなった。並行して観光化が進み、1960年代には毎年1,000人という比較的安定した数の観光客がゴットランドやフォーレ島から訪れている。本土からの直行便が1978年に開業すると観光客の数も年2,500人にまで増大し、さらに観光協会の設立によって再び増加した。ゴツカ・サンド地域資源保全協会（Gotska Sandöns Hembygdsförening）が1975年に設立され、歴史的建造物の改修・改築に取り組んでおり、また島内に小さな博物館も開業している。

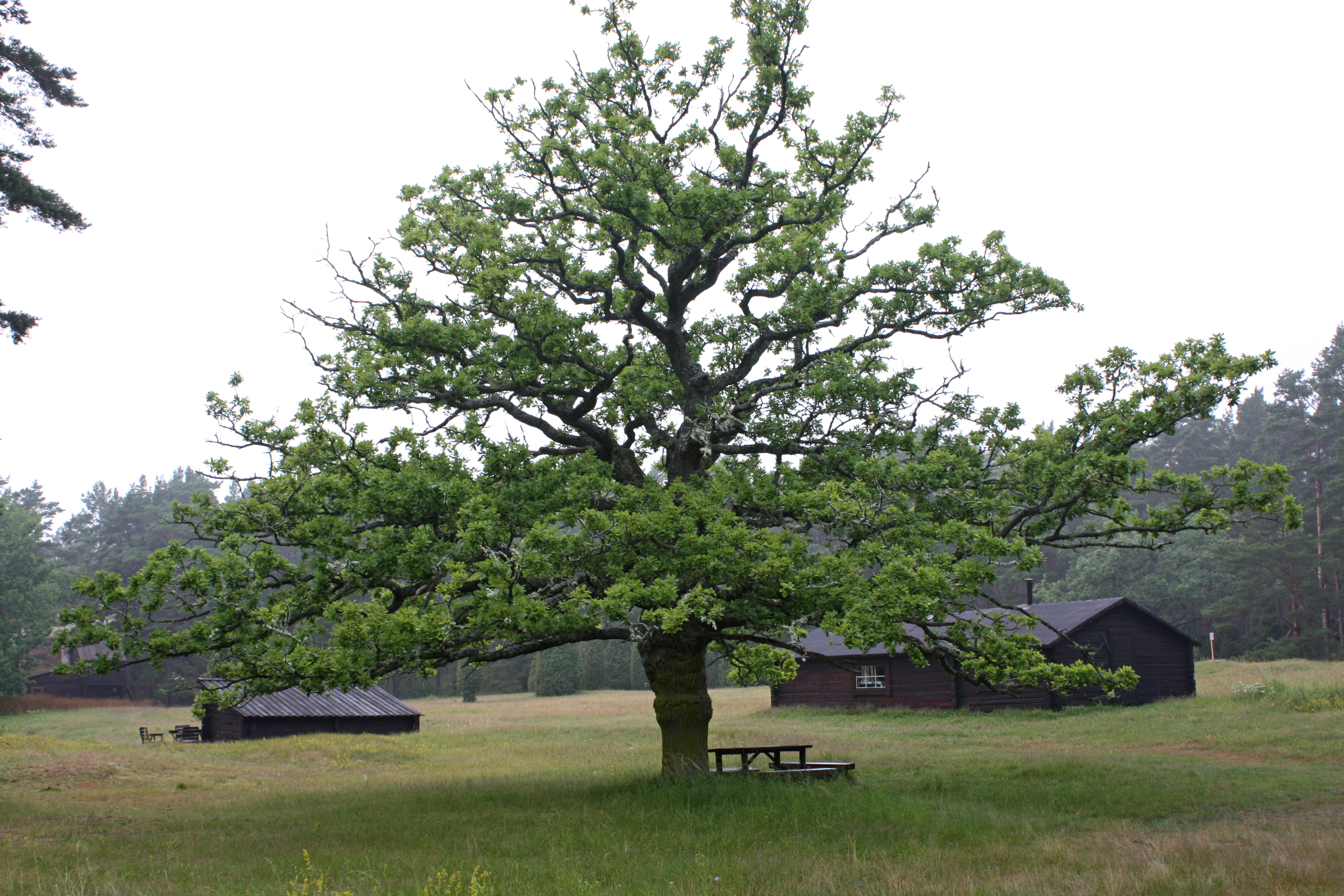
ガムラ・ゴーデンの集落跡
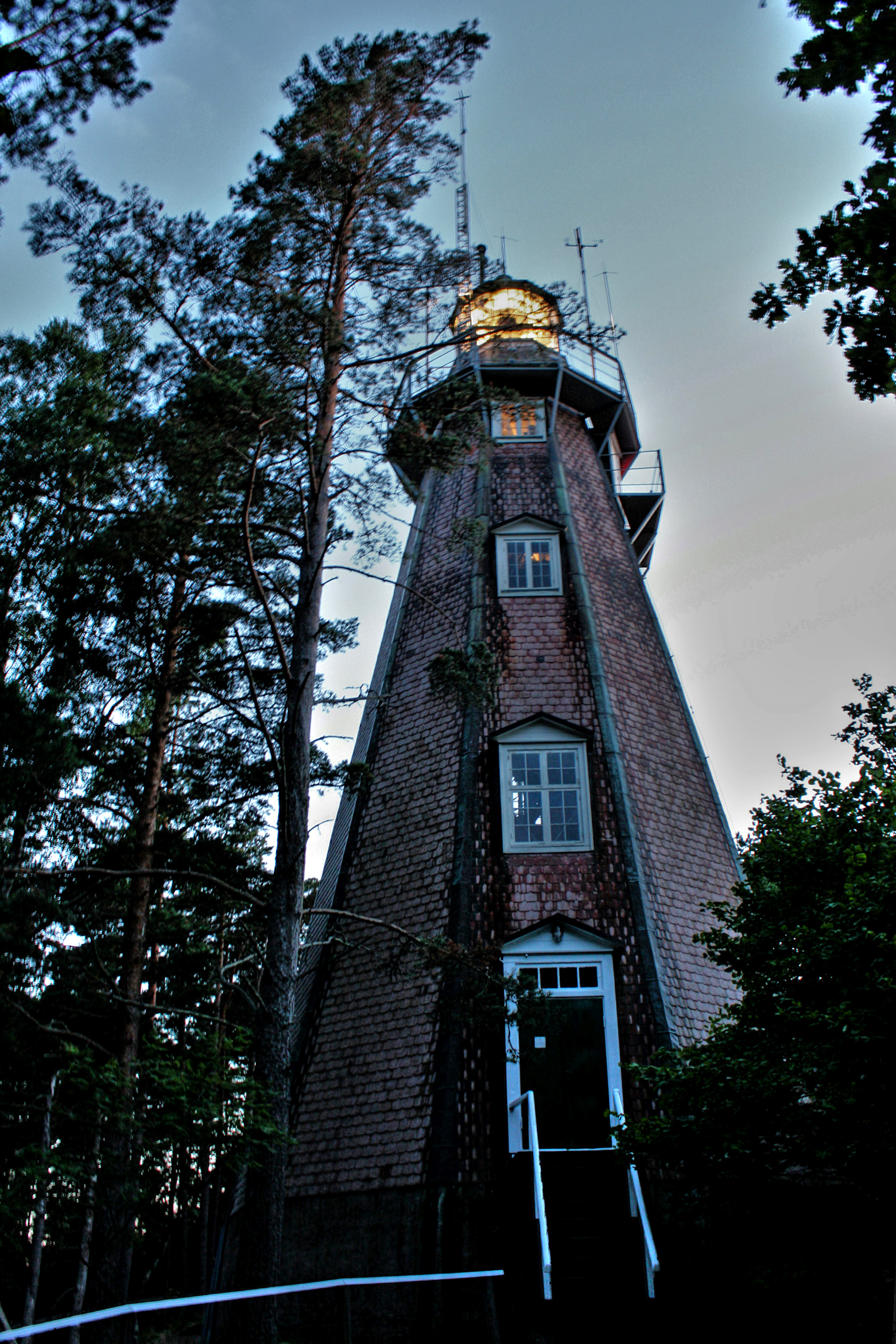
ブリェドサンドスッデ灯台
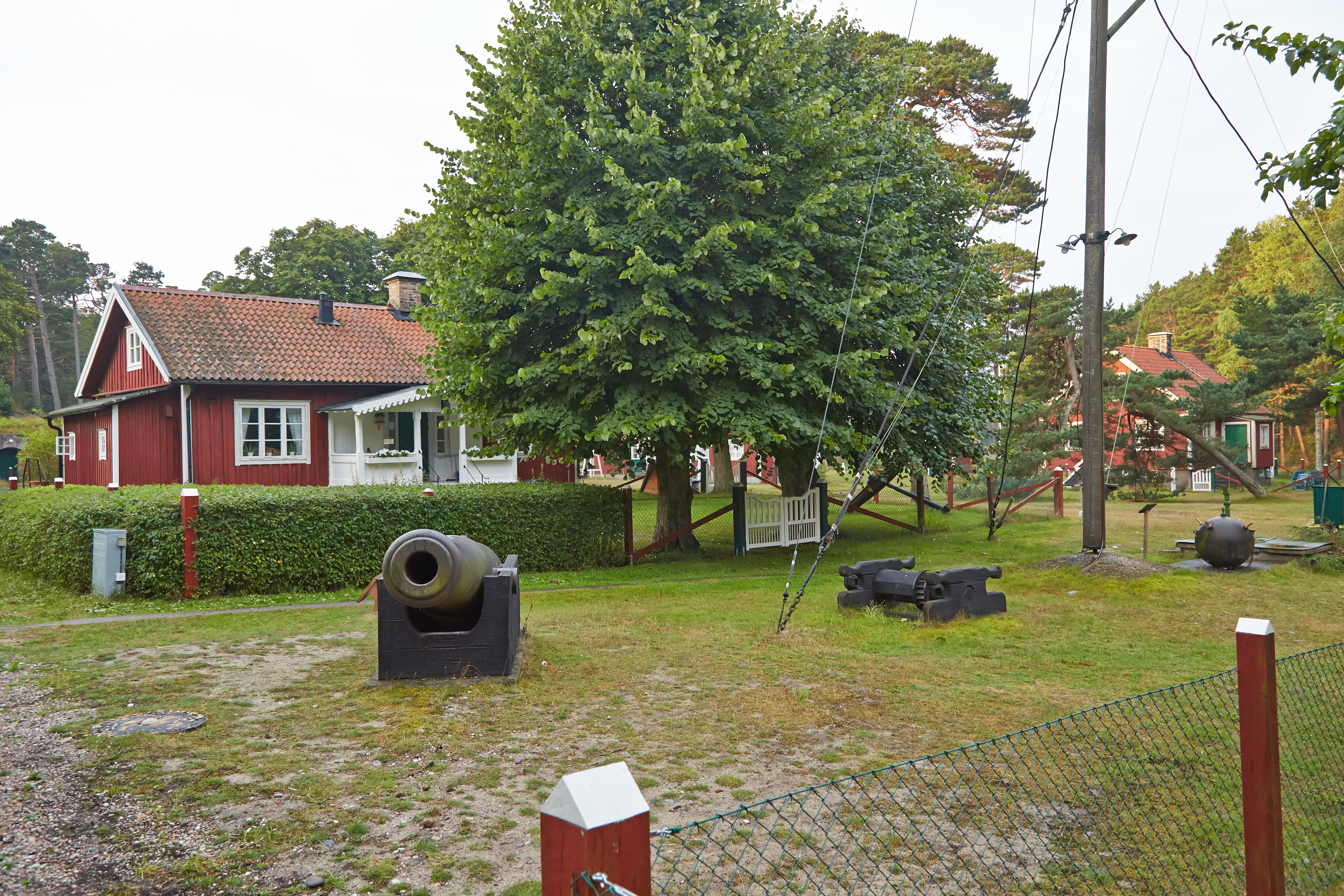
ブリェドサンドスッデの集落跡とフサードニクの大砲

### 文化的遺産

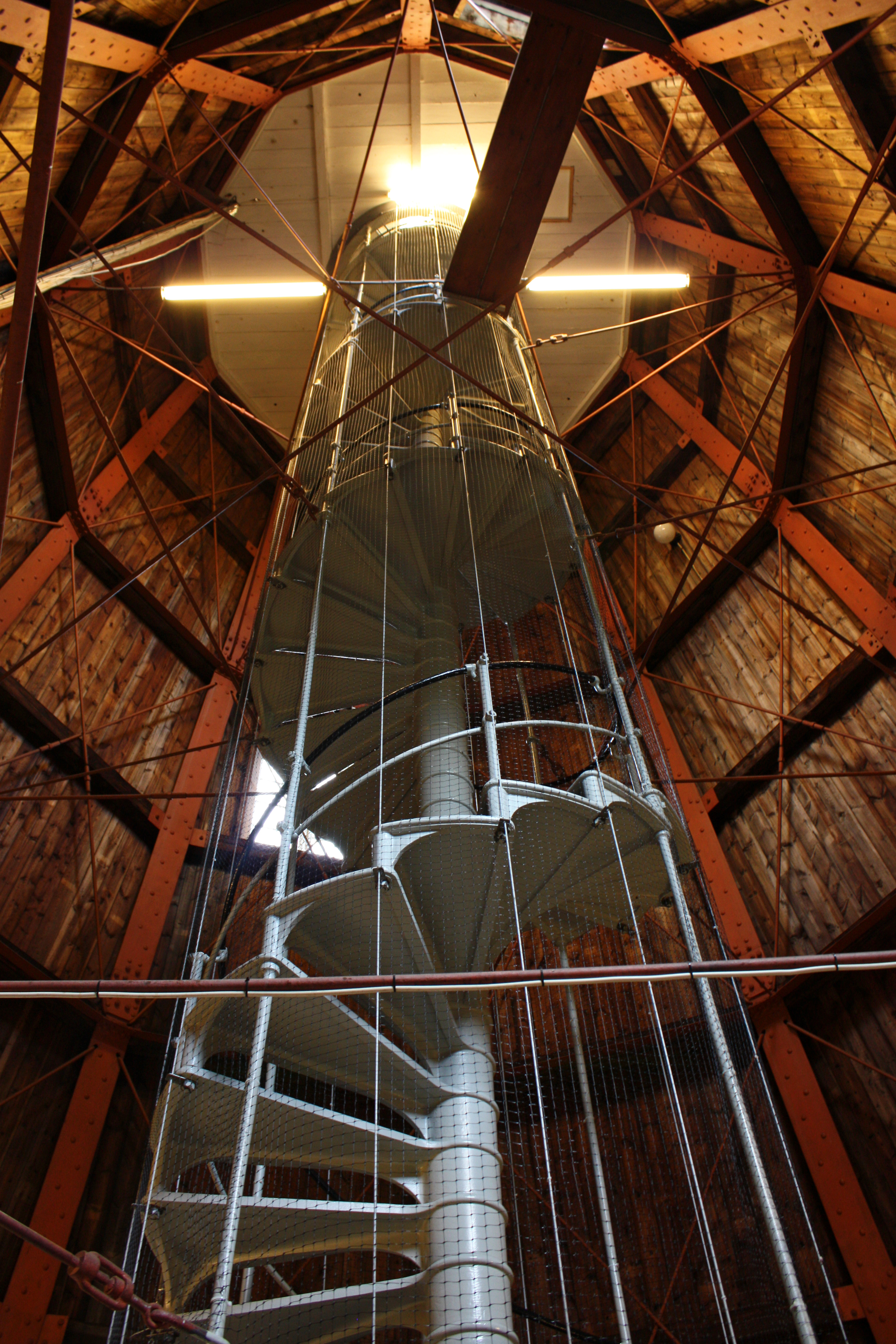
島の灯台の内部

ゴツカ・サンド地域資源保全協会による復元事業の甲斐あって、島には過去のさまざまな時代をしのぶ多くの遺構が残されている。
建造物の多くは現在、灯台付近の集落跡地に位置している（Fyrbyn;「灯台の村」）。灯台と灯台守の家など建築物のいくつかは1858～59年に建てられたものである。初めはブリェドサンドスッデには2つの灯台があり、コッパシュテーナナ礁を通る船に危険を告げていたが、南端の灯台は1903年に停止し、代わって砂礁のすぐ近くに灯台が設けられた。集落の校舎は1939年に建てられ、1963年に閉校したのちも、案内所兼博物館として利用されている。灯台守の家の目の前の小さな区画には、1864年に座礁したロシア艦フサードニクの大砲が置かれている。近くには、かつて船に輸送すべき食料やメッセージの存在を告げたアンテナ塔が、第二次世界大戦時代のドイツ製の地雷とともに置かれている。
ブリェドサンドの灯台は島に唯一のものではない。1883年から1913年まで、トルヌッデンにも灯台が置かれていたが、砂丘が徐々にこれを覆うようになったため廃止され撤去された。そばに小さな詰め所もあったが、こちらも部分的に砂に埋もれてしまった。あまり遠くない場所に、2度の大戦期に使われた小屋もある。トルヌッデン灯台に代わって1913年、1つはキルクッデンに、もう1つはハムヌッデンに、2つの灯台が建設された。後者は1971年に太陽光による近代的な灯台に置換された。
フィルビンの集落からほど近くに島の教会が置かれていた。元々1894年に建てられたもので、学校も兼ねていたが、1934年に火事によって灰燼に帰した。学校はその後村に移り専用の建物も設けられたが、教会が建てられたのはようやく1950年になってからだった。キャプテン・ベリヤとも呼ばれる船乗りのハンス・ハンソンがスヴェンスカ・ダーグブラーデットに教会を立て直す基金を求める記事を書いたところ、カリン・エヒェングレンという女性がこの記事を読み、計画を全面的に支援することにした。

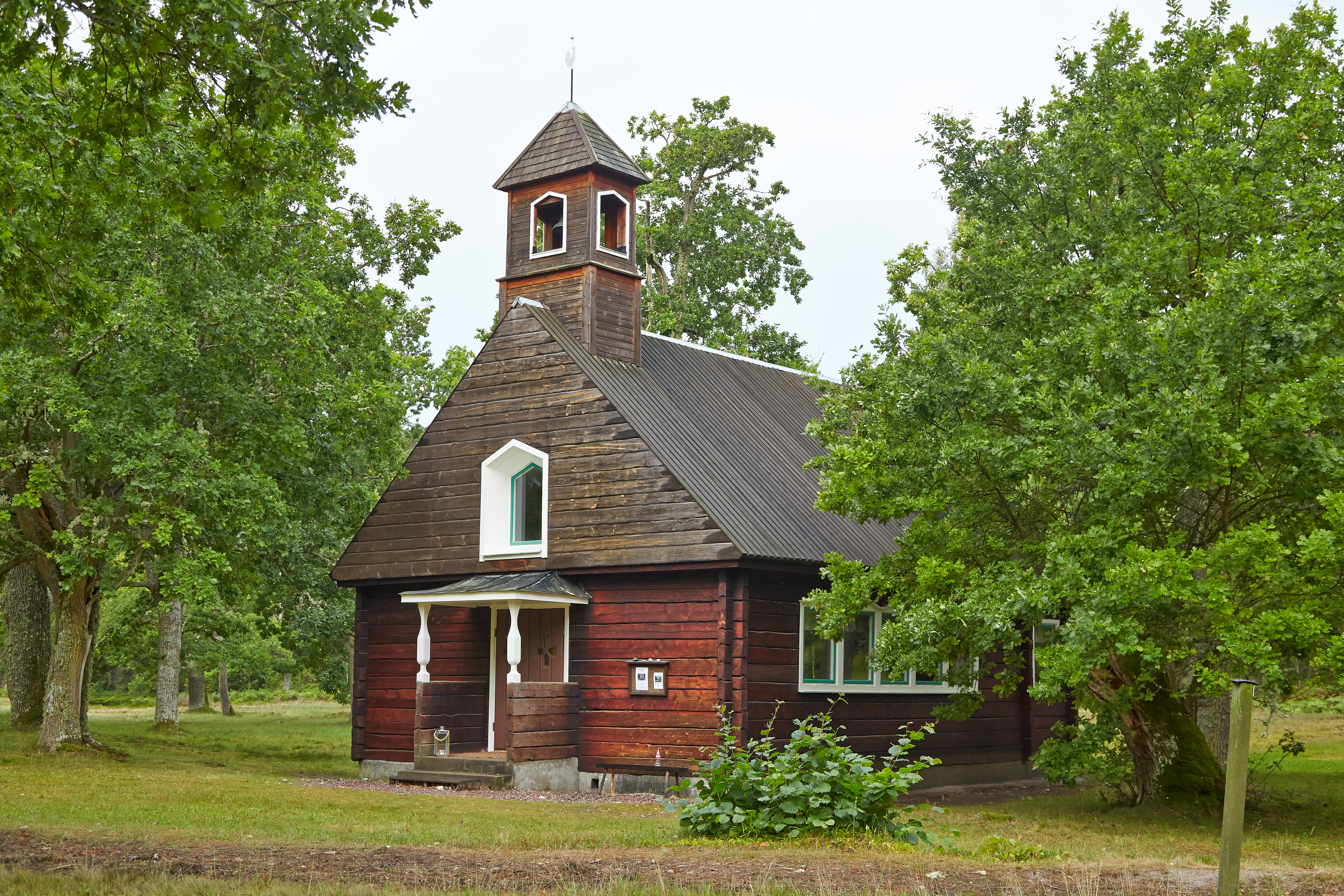
島の教会
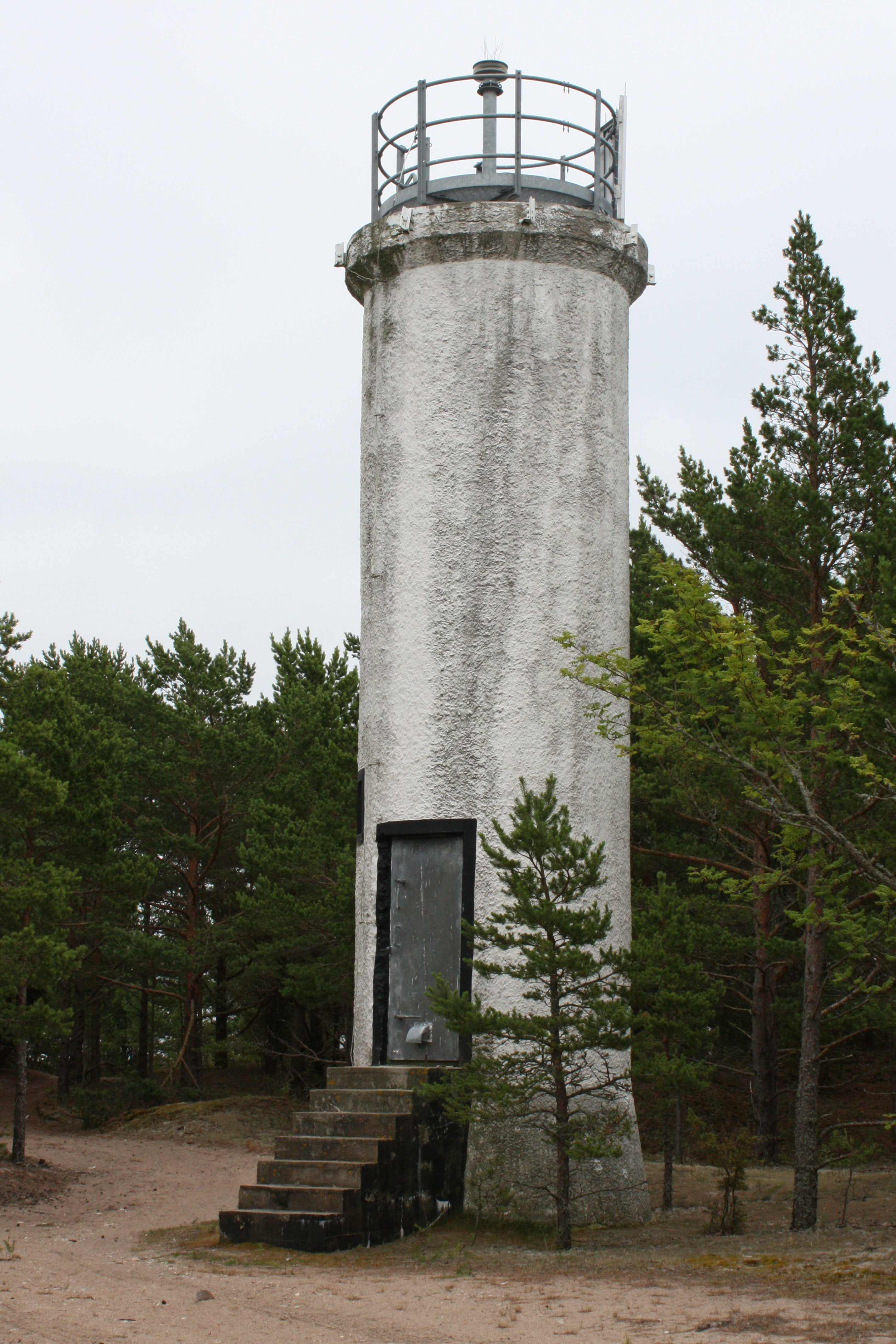
キルクッデン灯台
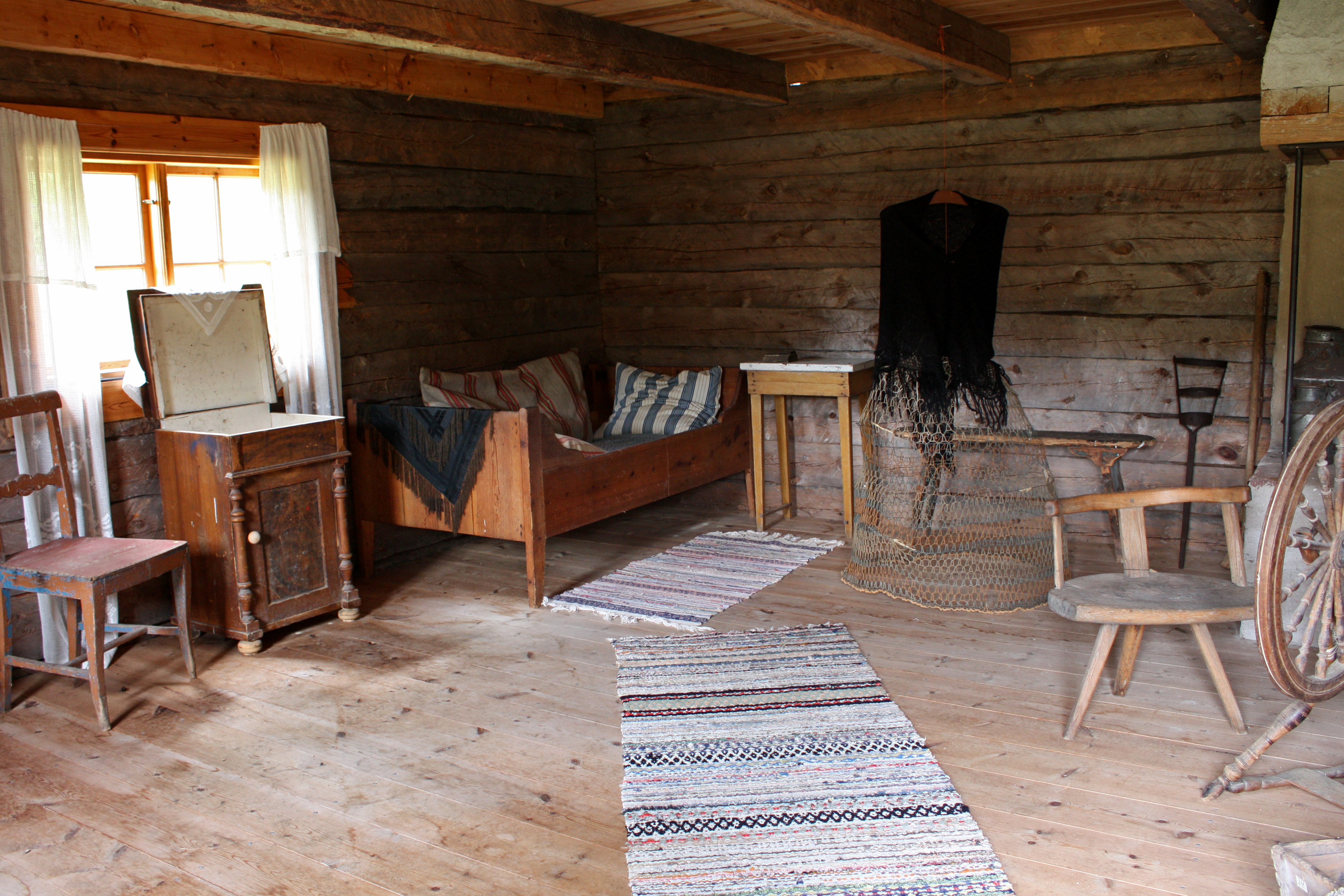
マダム・エヒェングレン宅内部
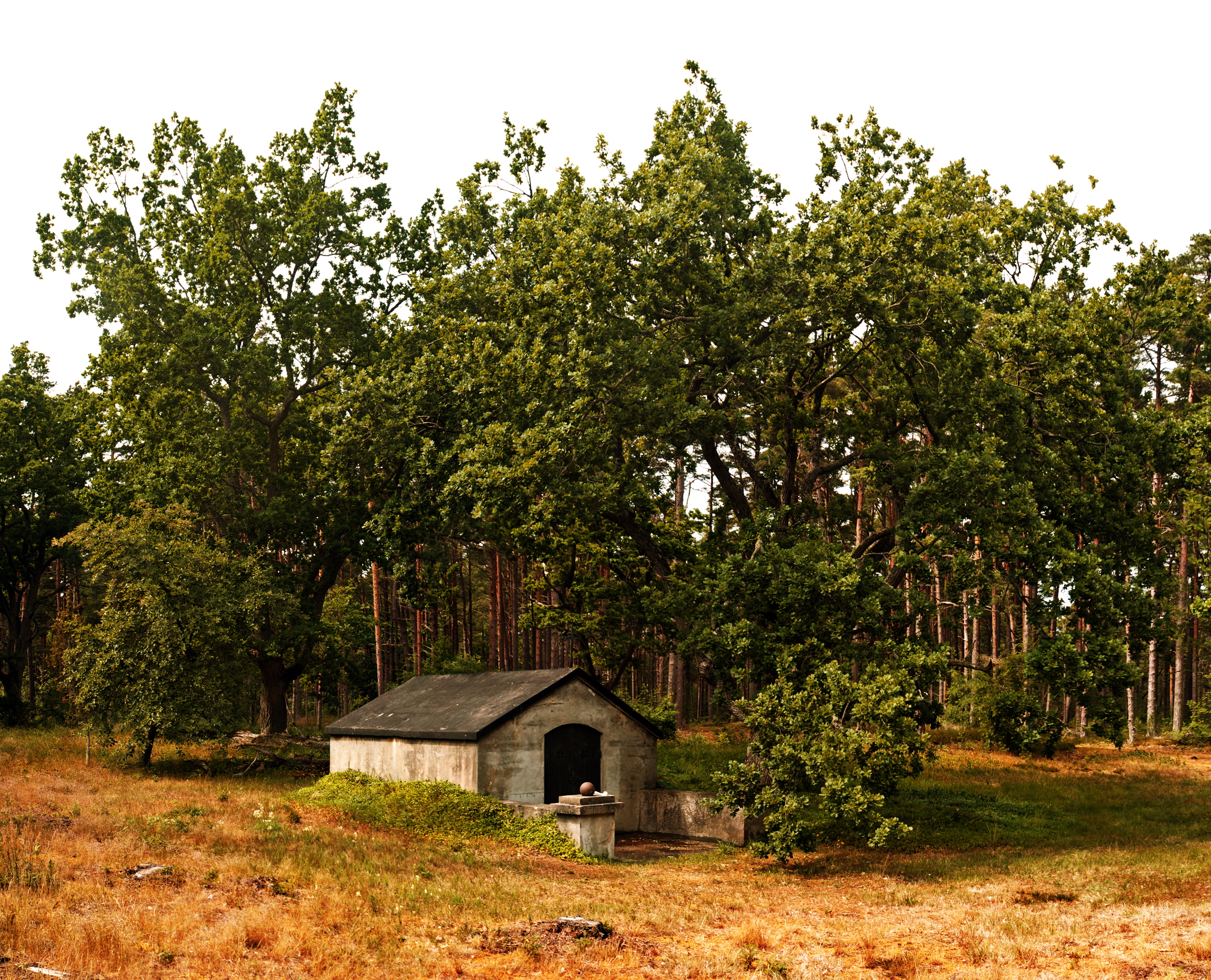
ボーリストレムの廟

島の南西部には今日ガムラ・ゴーデンと呼ばれる集落があり、最も古い建造物は1784年に遡る。この小さな村の周りには畑と、馬・牛・豚・山羊・鶏などのさまざまな家畜の牧草地が広がっていた。1858年に国が灯台建設のために島を買い上げると、全住民が新しい村へ移ったが、ジョハンナ・アルベティーナ・セーデルランド（通称「マダム」）とその子供たちだけは1877年まで留まり続けた。以後、農用地は林地開発など折にふれて使われるのみとなった。
島内には他にも様々な場所に建物がぽつぽつと建っている。サンクト・アンナの近くにはボーリストレムス（Bourgströms）と呼ばれる建物があり、これは1900年ごろ灯台守のカール・ボーリストレムが狩猟と釣り用の小屋として建てたものである。300m離れた場所にはニマンスという漁師小屋があり、1926年に灯台守のオスカー・エクマンが建設した。この周辺にはボート小屋などの付随する建物がいくつかある。名前は、小屋を1941年に買収し夏場の小屋として利用したジャック・ニマンにちなむ。トムテボはボーリストレムが1899年に建設したもう1つの小屋で、主に季節的なアザラシ漁に用いられた。作家のアルバート・エングストームは、1920年代に島で本を書く際にここに滞在していた。トムテボの名前は、小屋を建設した2人の男が見たトムテ（妖精）に由来する。
最後に、島にはいくつかの墓地がある。主要なものはガムラ・ゴーデンの南にあるもので、公式には1845年に遡るが、それ以前から既に使われていた。葬儀に神父が常に立ち会うわけではなかったので、死者は灯台の作業員が弔っていたが、棺は完全には地中に埋められず、蓋つきの木筒が上に建てられた。神父が訪れた際にこの蓋を開けて足りない土を補うことで、埋葬を完成させた。正教会の独自の墓地も1864年にフランス湾（Franska Bukten）の近くにつくられ、「ロシア墓地（Ryska Kyrkogården）」と呼ばれた。これは当時湾に座礁した船・フサドーニクの乗組員のためのものであった。湾の名前自体は、1850年代に起こった別のフランス船の座礁事件に由来する。概して島の地名のいくつかはこの種の事件に関係している。同様に島の北部には、溺死体で発見されたアジア系の男性を埋葬する中国人の墓（Kinesens grav）がある。最後に、灯台守ヒャルマ・セーデルランドとその家族（マダムを含む）を祀るために1899年につくられたボーリストレムの廟もある。

## 自然保護
ゴツカ・サンド島は、墓地を除く全域がゴツカ・サンド国立公園に含まれる。 この保護区域は1909年に創設されたが、島全体を覆ったのは1963年に拡大されてからのことである。1988年には、周辺の島々を含む他の2つの国立公園（ÄngsöとBlåjungfrun）とともにさらに拡張され、沿岸の小さな海域をカバーし、今日では45km2の面積となっている。島はNatura 2000ネットワークのゴツカ・サンド―サルヴォレフSCI（Site of Community Importance;「種にとって重要な場」）にも属しており、これは島だけでなくサルヴォレフ―コッパシュテーナナ礁全域を含み、総計605.12km2になる。国立公園の新たな拡張も遅くとも2020年までに予定されており、この砂礁を全て統合し、バルト海を中心に占める最初の国立公園とする見込みである。
スウェーデンの大半の国立公園と同様、管理行政はスウェーデン環境保護庁（Naturvårdsverket）と県の執行委員会（Länsstyrelse）に分担されている。環境保護庁が県や自治体の執行委員会との協議の下で新しい国立公園の認可を請け負い、設立はスウェーデン議会の投票によって裁可される。その後区域は環境保護庁を通じて国に買い上げられ、公園の管理は主に県、すなわちゴツカ・サンド国立公園の場合はゴットランド県にゆだねられる。この管理には4人が充てられており、2人グループ・2週間交替で島に駐在する。
島の環境保護の基本方針は、なるべく介入することなく自然の成り行きに任せることである。しかし建物にせよ草地にせよ、文化的景観はそのまま維持される。これはすなわち、特に域内における植生の積極的な管理を行うことを意味する。加えて、Dynkärretの豊かな湿地は、沈泥ではなく森林の拡大に対して積極的に保護されている。

## 観光

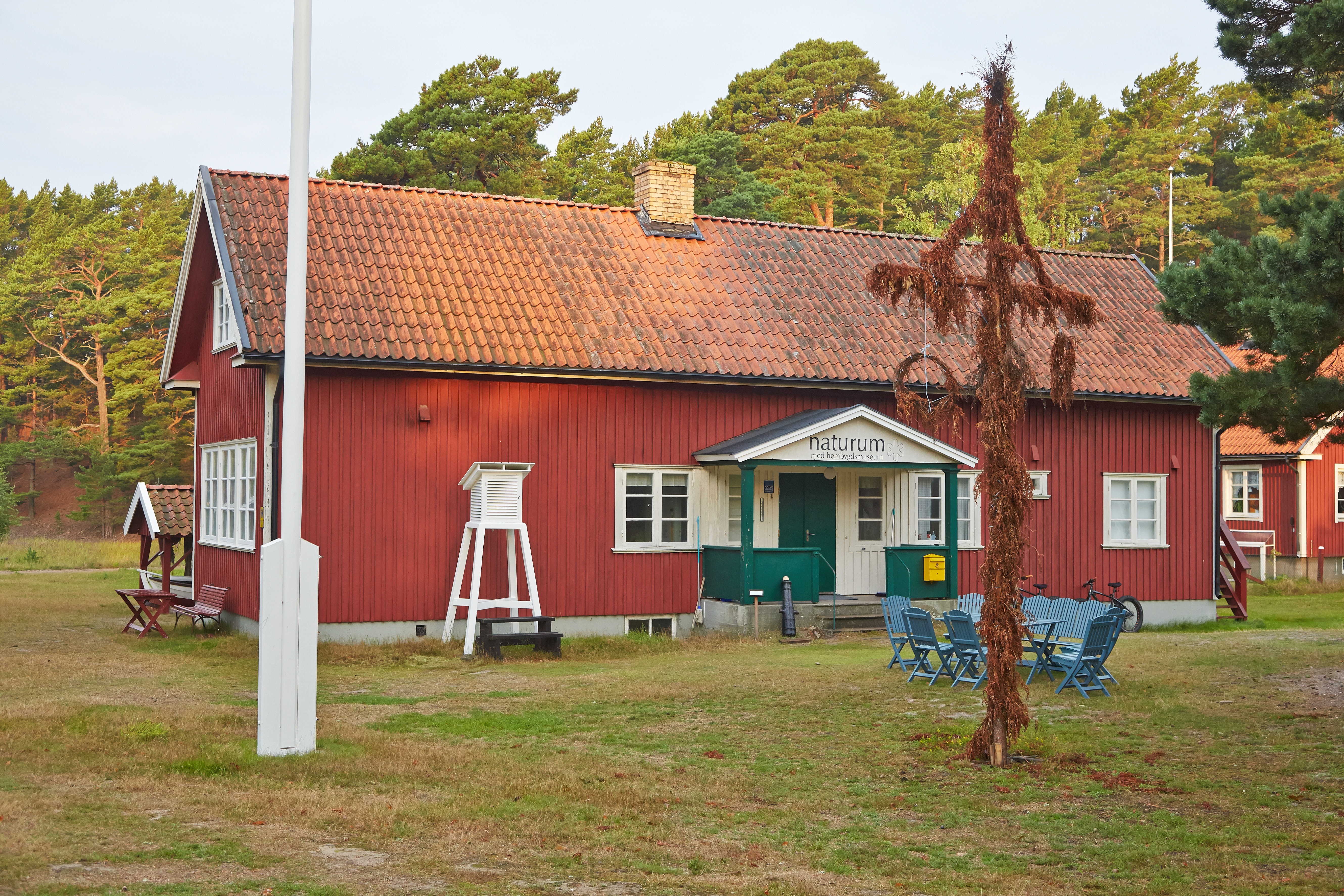
自然センター・博物館に改装された古い校舎

ゴツカ・サンド島はニュネスハムン（ストックホルム県南部の港町）もしくはフォーレスンド（ゴットランド島）からのサンドレーソル（Sandöresor）社の定期船によって夏季（おおよそ5月から9月）の間アクセス可能になる。この便によって毎年約4,000人が島を訪れているが、自前の船で来る客も数百人存在する。島には人工の港が存在せず、定期船ですらいつも同じ場所に着岸するとは限らない。条件が許せば、船はメインキャンプから4kmほど離れたラス・パルマスに停泊し、乗客も直接砂浜に着陸できる。しかし船は時として、あまり岸辺に近づけないような地点にも停泊することがあり、その場合乗客はエアボートで上陸する必要がある。ここからキャンプへは10kmものハイキングとなる。上陸地点に関係なく、トレイラー付きのトラクターが荷物をキャンプへ運んでくれる。
フィルビンの村からほど近いメインキャンプで、コテージやサンドレーソル社の借しテント、自分のテントで夜を過ごすことができる。 キャンプには電気、冷水シャワー、共同トイレがある。サンドレーソル社はいくつかシャーレも保有しており、フィルビンで直接借りることができる。これは以前は灯台守の所有物で、特にお湯の出る専用のバスルームとトイレがありより快適に過ごせる。島には店はないため、観光客は食べ物を持参する必要がある。

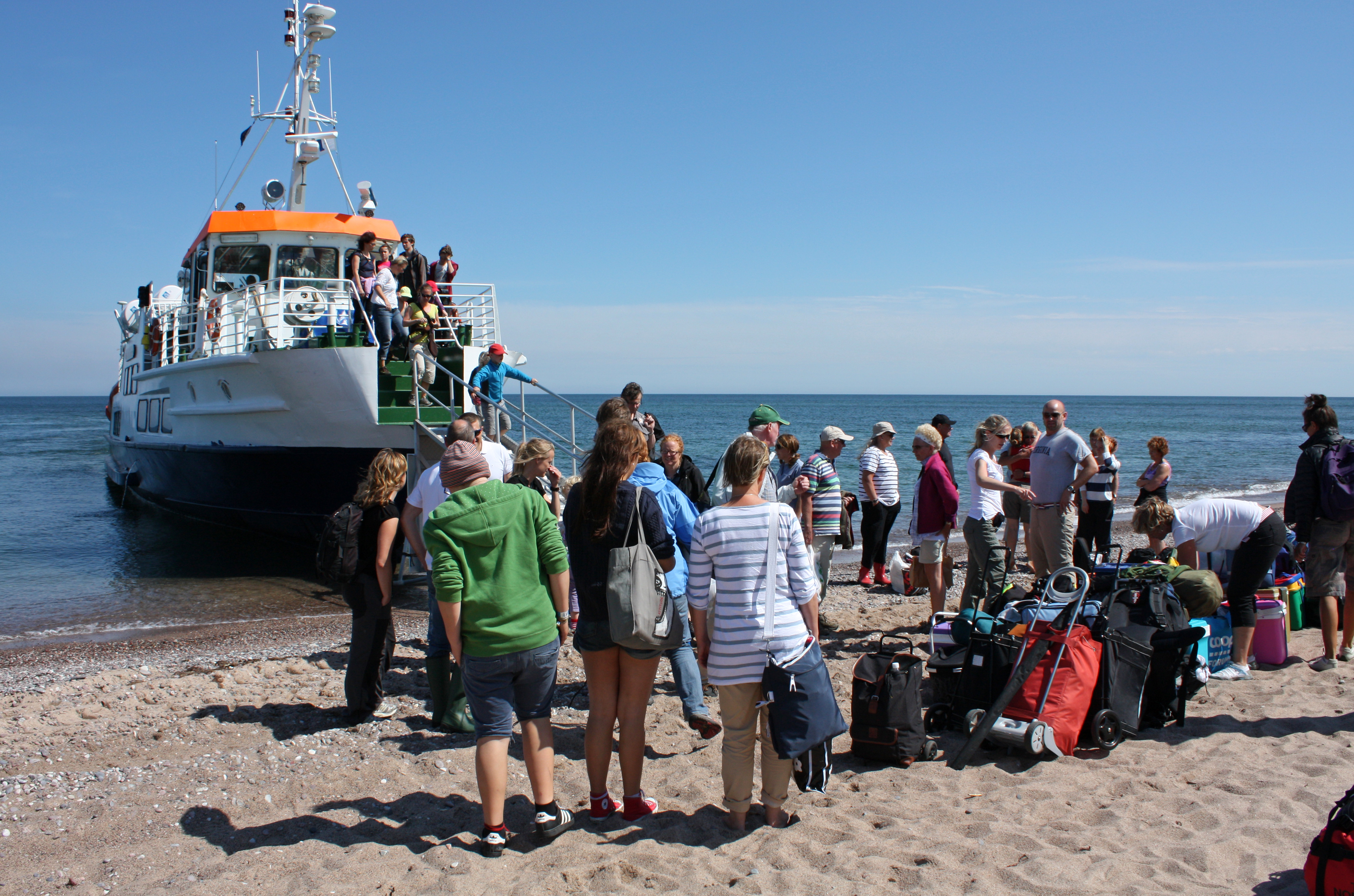
ラス・パルマスでの下船風景
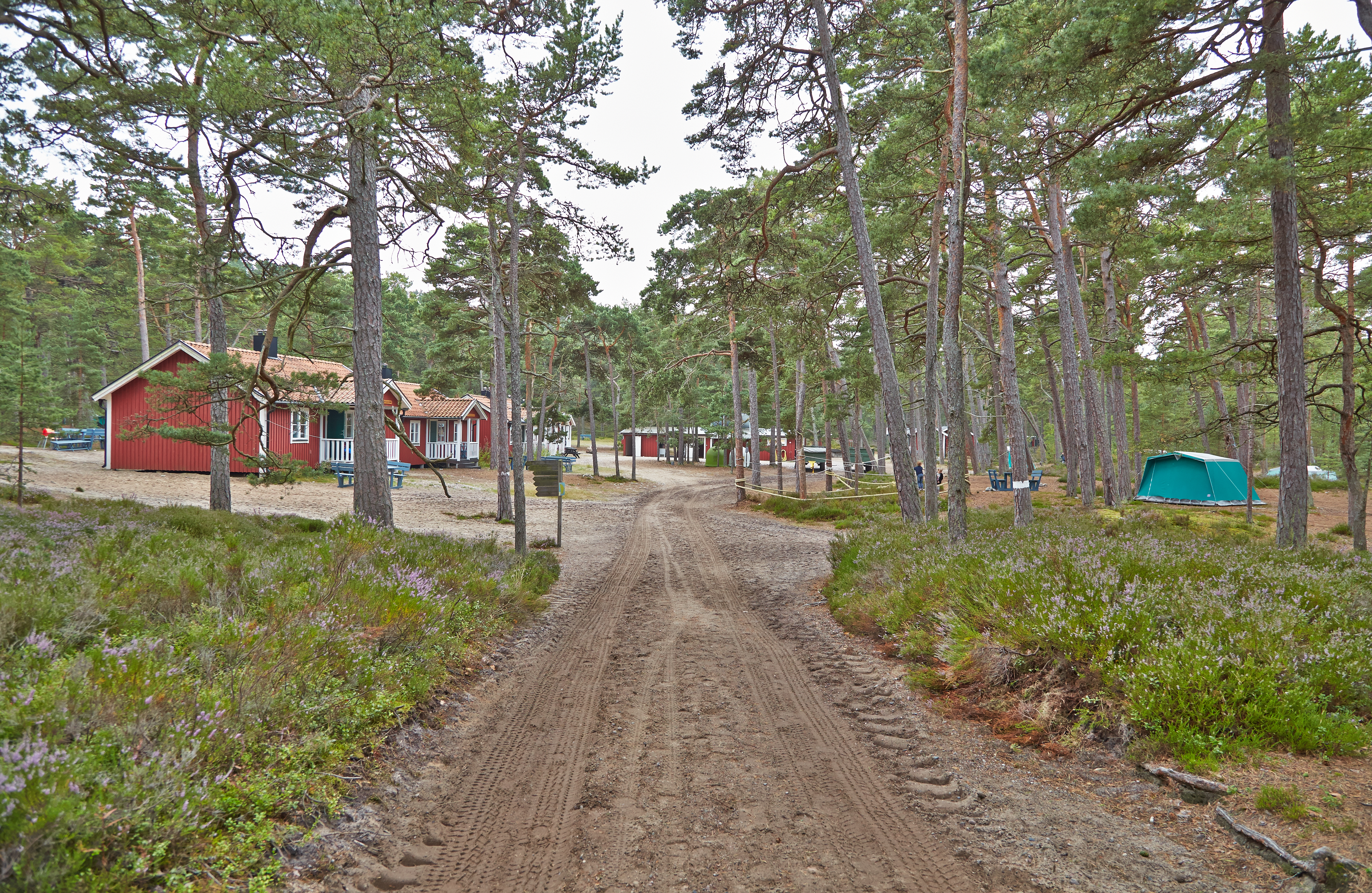
キャンプのテントとシャレー
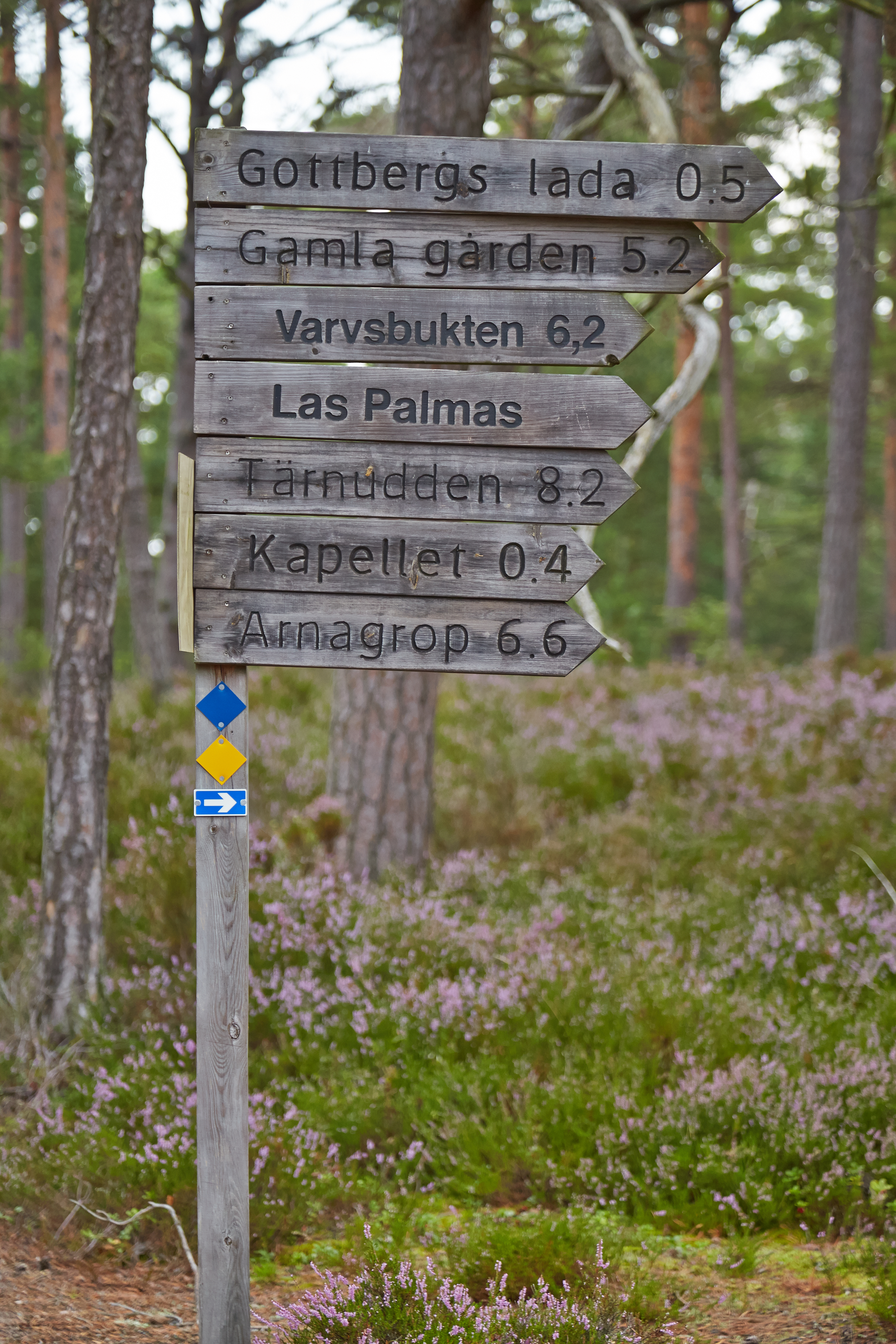
キャンプ近くの看板

フィルビンの旧校舎は自然センター、すなわち公園のインフォメーションセンターに変わった。建物2階には地域の博物館もある。島にはおびただしい数の案内付きの遊歩道があり、案内のない道も砂浜沿いにある。島での主な活動はハイキングや海水浴のほか、野生動植物の観察（特にブリェドサンドスッデでのバードウォッチングとセールデンでのアザラシ観察）、島の文化的遺構の見学、建物のガイドツアーが挙げられる。訪問できる建物のなかでも、灯台からの島の眺望は息を呑むほど美しい。

## 大衆文化

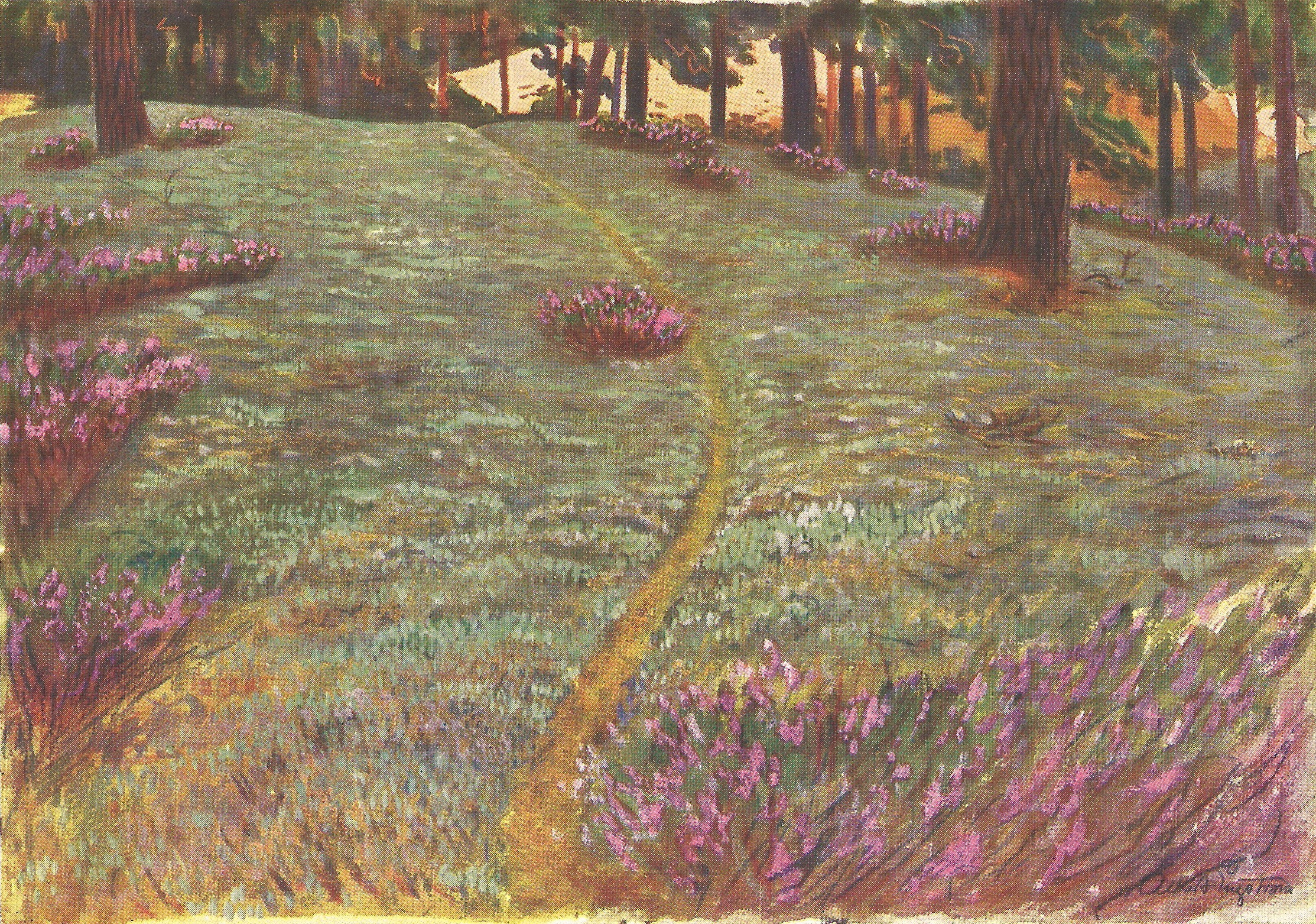
エングストーム作「ハーシュティグにて」（1925年）

ゴツカ・サンド島はいくつかの作品を通じてスウェーデンの人口に膾炙してきた。例えばアルバート・エングストームは島にしばらく滞在し、その著作や絵画の多くが島の景観に基づくか、これに着想を得ている。1926年に出版された本では全編にわたって島とその住民について記している。島を表す「バルト海の真珠（Östersjöns pärla）」と言う語もこれが元になっている。 
1801年から1828年まで島に住んでいたペテル・ゴットバーグも島の知名度に貢献している。その人となりをめぐっては多くの伝説が渦巻いており、海賊であったとも殺人犯であったとも言われる。マッツ・ヴォールの著作『家の主（Husbonden）』はこの伝説を基にしている。この物語は1989年に「家の主―サンド島の海賊」としてシェル・スンズヴァル監督の下でテレビシリーズ化された。実際には、ゴットバーグが犯したとする多くの事件の証拠は全くないにもかかわらず、彼は座礁船を略奪したかどで1817年に禁固を言い渡された。ガムラ・ゴーデンにある「ゴットバーグの牢屋（Gottbergs fängelse）」と称される建物は、彼の離島後に建てられており、その名前に反して牢屋としては使われていない。 